# Erioscele rureoides
Erioscele rureoides är en fjärilsart som beskrevs av Heinrich Benno Möschler 1880. Erioscele rureoides ingår i släktet Erioscele och familjen nattflyn. Inga underarter finns listade i Catalogue of Life.